# Уштобе (Аркалицька міська адміністрація)
Уштобе́ (каз. Үштөбе) — село у складі Аркалицької міської адміністрації Костанайської області Казахстану. Адміністративний центр та єдиний населений пункт Уштобинського сільського округу.
Населення — 421 особа (2021; 602 у 2009, 751 у 1999, 1042 у 1989).